# Humbert Bijelih Ruku
Humbert I. (oko 980. – 1047./1048.) bio je prvi grof Savoje od 1032. kad je grofovija Vienne, koja je prodana nadbiskupu Vienne, podijeljena između grofovije Albon i Maurienne. Humbert je bio plemenitog podrijetla, moguće iz Saksonije, Italije, Burgundije ili Provanse. On osobno je rođen u Maurienne.
Isto je bio nazivan Bjeloruki zbog njegove velikodušnosti, ali ova titula možda je pogreška u prijevodu s ranog latinskoga. Vjerojatno se odnosi na boju zidova u dvorcu, a ne na ruke.
Za vrijeme rata između brugundskoga kralja Rudolfa III. i car Henrika II, Humbert je podržavao potonjeg sa životnim namirnicama i vojnicima, zato što je bio povezan s carskom obitelji vjenčanjem. Stoga 1003. car ga je postavio za grofa Aoste, planinske regije tada u sastavu Burgundije, a danas u sastavu Italije i darovao mu sjevernu Viennu kao nagradu. Humbert je zauzvrat štitio desno krilo Henrikove vojske za vrijeme invazije na Italiju 1004. 
Humbertova zemlja je u osnovi bila samostalna nakon smrti Henrika. Njihova nepristupačnost i manja važnost dovela je ih do toga da su bili zanemarivi u borbi za vlast koja je izbila nakon smrti cara. Humbert je 1032. dobio Maurienne od cara Konrada II. kojemu je pomogao u talijanskoj kampanji protiv Aiberta, nadbiskupa Milana. Umro je u Hermillonu.
Humbert je bio oženjen s Ancillom od Lenzbourga i imao najmanje četiri sina:
- Amadeus I., nasljednik
- Aimone (umro 1054. ili 1055.), biskup Siona
- Burchard (umro 1068. ili 1069.), nadbiskup Lyona
- Oton, naslijedio brata.